# جسر عائم
الجسر العائم هو جسر تدعمه أطواف (زوارق ذات قعور عريضة) وأسطوانات معدنية ـ أو عوامات أخرى. ويُسمَّى الجسر العائم أحيانًا باسم جسر الأطواف. ويتم وضع أرضيةٍ من الخشب أو ألواح من المعدن الخفيف عبر الجسر العائم. وتكتسب الجسور العائمة أهمية خاصة خلال فترات الحروب. ويتم بناء هذه الجسور لتحل محل تلك التي تُدمرها قوات العدو. وتقوم قواتٌ متخصصة في بناء الجسور العائمة بتجسير الأنهار بدقة آلية حتى تحت وابل النيران. ويقوم الجنود بوضع الأرضية جزءًا إثر جزء، وربطها بإحكام إلى الأطواف. والجسور العائمة ذات قوة تحمُّل محدودة، على الرغم من أنها تكفي لحمل المركبات المألوفة على الطرقات. ولا بد للجنود من أن يغيِّروا خطواتهم لدى عبور هذه الجسور لتفادي تأرجحها لدى سيرهم بخطوات منتظمة. واتضحت أهمية بناء الجسور العائمة في أوروبا خلال الحرب العالمية الثانية (1939- 1945م)،عندما نسفت القوات المنسحبة الجسور المُنشأة على أهم الأنهار. وقام المهندسون العسكريون التابعون للقوات المسلحة المصرية ببناء الجسور العائمة، مما أتاح للجنود والمعدات الآلية عبور قناة السويس وتحطيم خط بارليف في معركة أكتوبر 1973م. واستُخدمت الجسور العائمة في الولايات المتحدة جسورٍاً دائمة في الأماكن التي يجعل عمق المياه من بناء دعائم الجسر، عملية باهظة التكاليف. وتم تشييد ثلاثة جسورٍِ عائمة من الاسمنت المسلَّح في ولاية واشنطن. ولأحد هذه الجسور أطول باع امتداد عائم في أمريكا الشمالية، إذ يمتد بطول 2,291م عبر بحيرة واشنطن.